# Heinrich Pfaff (Politiker)
Heinrich Pfaff (* 3. Februar 1794 in Forchtenberg; † 23. November 1845 in Weinsberg) war ein deutscher Schultheiß und Politiker. Er war von 1820 bis 1845 Stadtschultheiß der Stadt Weinsberg und gehörte von 1833 bis 1838 der Abgeordnetenkammer der Württembergischen Landstände an.

## Leben
Heinrich Pfaff verlor seine Eltern früh und wurde vom damaligen Stadtpfarrer von Neuenstein erzogen und unterrichtet. Seine berufliche Tätigkeit begann er in der Schreibstube und Kanzlei des Oberamtmanns Gottlieb Benjamin von Wolf in Öhringen, der auch in Backnang und später, nach Pfaffs Dienstzeit beim württembergischen Militär und der Teilnahme an Feldzügen nach Frankreich, in Weinsberg sein Vorgesetzter war.
Pfaff war Oberamtsgerichtsaktuar und am 30. September 1819 als Weinsberger Bürger angenommen worden. Am 13. Februar 1820 wurde er als gewählter Stadtschultheiß vereidigt.
In Weinsberg sorgten Pfaff und sein Freund, der in der Stadt ansässige Dichter Justinus Kerner, dafür, dass der Lindenplatz wieder hergerichtet wurde, auf dem sich 1525 das Weinsberger Blut-Ostern abspielte. Pfaff unterstützte Kerner ab 1823 auch bei seinem Vorhaben, die Burgruine Weibertreu vor dem weiteren Verfall zu retten. 1831 wurde auf Pfaffs Initiative im neuen Spital Weinsbergs eine Armenversorgungs- und Armenbeschäftigungsanstalt gegründet, für die er die Statuten entwarf. Er war im Vorstand bzw. Mitglied zahlreicher Versammlungen und Vereine der Stadt, die sich für wohltätige Zwecke einsetzten.
1833 kandidierte Pfaff im Wahlkreis Weinsberg für die württembergische Abgeordnetenkammer und trat, da der wiedergewählte Karl Mayer das Mandat nicht annahm, als Abgeordneter in die Kammer ein, wo er das Oberamt bis 1838 vertrat. 1838 wurde Gustav Rümelin zu seinem Nachfolger gewählt. Bei der Wahl 1844 kandidierte Pfaff erneut, wurde aber nicht gewählt.
Nach kurzer Krankheit verstarb Pfaff am 23. November 1845 und wurde am 25. November beerdigt. Sein Nachfolger als Stadtschultheiß wurde Franz Fraas.

## Familie
Im April 1820 heiratete Pfaff Josephe Maximiliane Grebner, die Tochter des fürstlich hohenlohischen Hofrats Franz Christoph Grebner. Ihr Bruder war der Zuckerproduzent Franz von Grebner. Pfaffs Frau gehörte 1823 zu den Mitgründerinnen des von Justinus Kerner initiierten Frauen-Vereins, der sich der Burgruine Weibertreu annahm.
Das Paar hatte 12 Kinder, wovon 6 sehr früh starben, ein Junge starb im 12. Lebensjahr. 3 Söhne und 2 Töchter überlebten ihren Vater. Eine Tochter starb 1847 im Alter von 18 Jahren in Stuttgart und wurde von ihren Angehörigen am 4. Oktober in Weinsberg neben ihrem Vater beerdigt.